# Julie Bonnevie-Svendsen
Julie Bonnevie-Svendsen (16 aprile 1987) è un'ex biatleta norvegese.

## Biografia
In Coppa del Mondo esordì il 7 dicembre 2005 a Hochfilzen (15ª), ottenne il primo podio il 4 dicembre 2008 a Östersund (3ª) e l'unica vittoria il 14 dicembre successivo, ancora a Hochfilzen.
In carriera prese parte a due edizioni dei Campionati mondiali (8ª nella sprint e nella staffetta mista a Östersund 2008 i migliori piazzamenti).

## Palmarès

### Mondiali juniores
- 1 medaglia:
  - 1 bronzo (staffetta a Val Martello 2007)

### Coppa del Mondo
- Miglior piazzamento in classifica generale: 25ª nel 2009
- 2 podi (entrambi a squadre):
  - 1 vittoria
  - 1 terzo posto

#### Coppa del Mondo - vittorie
| Data             | Località   | Nazione | Specialità                                                   |
| ---------------- | ---------- | ------- | ------------------------------------------------------------ |
| 14 dicembre 2008 | Hochfilzen | Austria | RL (con Solveig Rogstad, Ann Kristin Flatland e Tora Berger) |

Legenda:

RL = staffetta